# オールダム郡 (ケンタッキー州)
オールダム郡（英: Oldham County）は、アメリカ合衆国ケンタッキー州の北部に位置する郡である。2010年国勢調査での人口は60,316人であり、2000年の46,178人から30.6%増加した。郡庁所在地はラグレンジ市（人口8,082人）であり、同郡で人口最大の都市でもある。
オールダム郡は1824年に設立され、郡名はアメリカ独立戦争の大佐だったウィリアム・オールダム（1753年-1791年）に因んで名付けられた。2005年1月まで禁酒郡、いわゆる完全な「ドライ」だったが、2004年の住民投票によって、100席以上があるレストランで、売り上げの70%以上が料理による場合はアルコール飲料の販売を認めるようになった。
オールダム郡はインディアナ州にも跨るルイビル・ジェファーソン郡大都市圏に属している。またルイビル・エリザベスタウン・スコッツバーグ広域都市圏にも属している。ケンタッキー州では第1位、全米でも第48位の裕福な郡であり、住民のカレッジ以上の学歴がある人の比率では州内第2位である。この理由は様々なものがあるが、ルイビル市より東の地域は昔から夏の住まいとして、後には年間を通じての郊外地およびベッドタウンとして裕福な住人に人気があったことが寄与している。ルイビル市のイーストエンドの外側をアンカレッジと呼んでおりその北東部に位置している。

## 歴史
オールダム郡は1823年12月15日に、ヘンリー郡、ジェファーソン郡、シェルビー郡の一部を合わせて設立された。州内74番目の郡であり、郡名はジェファーソン郡の出身で、アメリカ独立戦争の大佐だったウィリアム・オールダム（1753年-1791年）に因んで名付けられた。
1800年に設立され、初期には郡庁所在地だったウェストポートなど小さな町が散在する、主に田園部の郡だった。ルイビル・アンド・フランクフォート鉄道会社が1850年代に鉄道を敷くと、多くの町や地域社会が起こされてきた。鉄道は公共的な輸送機関としての役目を終えたが、田園の自然が残るオールダム郡にはジェファーソン郡の大都会から離れる住民を惹きつけ続けた。1970年代初期に州間高速道路71号線が完成してから、これがオールダム郡とルイビル中心街やジェファーソン郡東部のショッピング街とを繋いだことで、オールダム郡は次第に郊外地化していき、ルイビル市の裕福なイーストエンドが、未開発の広大な土地に溢れ出してくる形になった。
2000年から2008年にメタンフェタミンの所有で逮捕された者が増えたために、犯罪率は47%増加した。しかし、州全体や周辺地域と比較すればまだ低い方である。

## 地理
アメリカ合衆国国勢調査局に拠れば、郡域全面積は196.54平方マイル (509.0 km2)であり、このうち陸地189.19平方マイル (490.0 km2)、水域は7.36平方マイル (19.1 km2)で水域率は3.74%である。面積では州内で少ない方から13番目である。

### 隣接する郡
- クラーク郡 (インディアナ州) - 北西、オハイオ川の対岸
- トリンブル郡 - 北東
- ヘンリー郡 - 東
- シェルビー郡 - 南東
- ジェファーソン郡 - 南西

## 人口動態

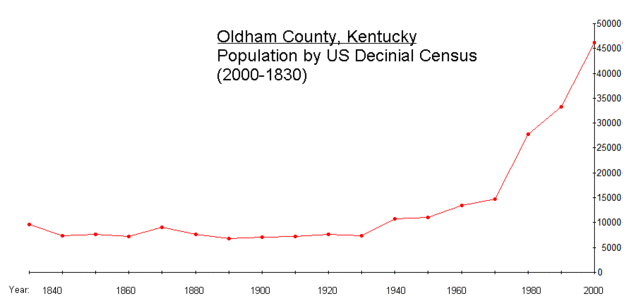
オールダム郡の人口推移

以下は2000年国勢調査による人口統計データである。
| 基礎データ - 人口: 46,178人 - 世帯数: 14,856 世帯 - 家族数: 12,196 家族 - 人口密度: 94人/km2（244人/mi2） - 住居数: 15,541軒 - 住居密度: 32軒/km2（82軒/mi2） 人種別人口構成 - 白人: 93.62% - アフリカン・アメリカン: 4.21% - ネイティブ・アメリカン: 0.21% - アジア人: 0.44% - 太平洋諸島系: 0.01% - その他の人種: 0.55% - 混血: 0.97% - ヒスパニック・ラテン系: 1.30% 年齢別人口構成 - 18歳未満: 27.4% - 18-24歳: 6.9% - 25-44歳: 33.1% - 45-64歳: 25.6% - 65歳以上: 7.0% - 年齢の中央値: 37歳 - 性比（女性100人あたり男性の人口） - 総人口: 114.0 - 18歳以上: 117.9 | 世帯と家族（対世帯数） - 18歳未満の子供がいる: 44.1% - 結婚・同居している夫婦: 71.5% - 未婚・離婚・死別女性が世帯主: 7.8% - 非家族世帯: 17.9% - 単身世帯: 14.9% - 65歳以上の老人1人暮らし: 4.8% - 平均構成人数 - 世帯: 2.85人 - 家族: 3.17人 収入と家計 - 収入の中央値 - 世帯: 70,171米ドル（2005年） - 家族: 70,495米ドル - 性別 - 男性: 46,962米ドル - 女性: 28,985米ドル - 人口1人あたり収入: 25,374米ドル - 貧困線以下 - 対人口: 4.1% - 対家族数: 2.9% - 18歳未満: 4.5% - 65歳以上: 6.0% |

オールダム郡はケンタッキー州で最も裕福な郡である。住民の大半はルイビル市で働き、犯罪が少なく全国的に認知された教育体系の整ったオールダム郡に住むことを選択している。特に南オールダム高校は州内高校の中で上位にランクされ、全国的にもブルーリボン対象校に挙げられてきた。2006年時点では、教師と生徒の比率が1対15であるが、通常の学級における比率を正確には反映していない。たとえば行動障害生徒のクラスは5、6人である。また同じキャンパスにある職業訓練学級も生徒数は少ない。通常学級の教師と生徒の比率は1対30に近いものとなる。人口が増え、教師対生徒比率は小さくなっているが、依然としてその公共教育体系は州内で最良のものと認知されている。

### 人口増加
現在、隣接するジェファーソン郡に新しく開発できる郊外地が不足しているので、オールダム郡の人口が急増している。年率約4％の増加率である。このまま進行すると、21年間で人口は倍増することになる。1960年から2000年に掛けては245％増加した。同期間のジェファーソン郡は13.5％に留まった。

## 経済
ルイビル大学の経済学者ポール・クームズが行った解析によれば、オールダム郡にある空地1,000エーカー (4.0 km2) 近くを利用したビジネスパーク建設が重要なプラスの影響を与えてきたとされている。
この研究はオールダム郡経済開発公社とオールダム・ラグレンジ開発公社が発注し、ラグレンジのオールダム保有地ビジネスパークを完全に開発できれば、数千の仕事と数百万ドルの給与が現実のものとなることが分かった。この計画では、オールダム郡経済開発公社が2005年8月に取得した土地1,000エーカー (4.0 km2) 近くに、事務所と小売業など複合的な建物を開発することを求めている。
これまで、保険会社の債務回収業務を行うローリングス・グループという大きなテナントを誘致し、2007年10月にルイビル市中心街にあった本社を移転させた。ローリングス・グループは床面積156,000平方フィート (14,500 m2) のオフィスビルを建設しており、最終的に500人以上を雇用できると見込まれている。
オールダム郡は多くの小企業が本拠にしている。

## 都市と町
| - ラグレンジ - 郡庁所在地 - バラーズビル - ブラウンズボロ - バックナー - センターフィールド - クレストウッド - フロイズバーグ | - ゴーシェン - オーチャードグラスヒルズ - パークレイク - ピーウィーバレー - プロスペクト - リバーブラフ - ウェストポート |